# Santa Cruz (södra Chilapa de Álvarez kommun)
Santa Cruz är en ort i Mexiko.   Den ligger i kommunen Chilapa de Álvarez och delstaten Guerrero, i den södra delen av landet, 220 km söder om huvudstaden Mexico City. Santa Cruz ligger 1 262 meter över havet och antalet invånare är 355.
Terrängen runt Santa Cruz är huvudsakligen kuperad, men österut är den bergig. Runt Santa Cruz är det ganska glesbefolkat, med 39 invånare per kvadratkilometer. Närmaste större samhälle är Chilapa de Alvarez, 16,7 km norr om Santa Cruz. I omgivningarna runt Santa Cruz växer huvudsakligen savannskog.